# Espartinas
Espartinas è un comune spagnolo di 12 648 abitanti situato nella comunità autonoma dell'Andalusia.